# Цыбульки
Цыбульки — деревня в Демидовском районе Смоленской области России. Входит в состав Борковского сельского поселения. Население — 13 жителей (2007 год).
Расположена в северо-западной части области в 55 км к северо-востоку от Демидова, в 42 км северо-восточнее автодороги Р133 Смоленск — Невель, на берегу реки Ельша. В 105 км южнее деревни расположена железнодорожная станция Смоленск на линии Москва — Минск.

## История
В годы Великой Отечественной войны деревня была оккупирована гитлеровскими войсками в июле 1941 года, освобождена в сентябре 1943 года.